# Fica Comigo (1998)
Fica Comigo é um filme brasileiro lançado em 13 de fevereiro de 1998, do gênero drama, dirigido por Tizuka Yamasaki e com roteiro de Jorge Duran.

## Elenco
- Lúcia Alves como Marli[4]
- Thelmo Fernandes[4]
- Antonio Fagundes[4]
- Rosane Gofman[4]
- Marcus Vinicius[4]
- Tereza Seiblitz[4]
- Vitor Hugo[4]
- Luciana Rigueira como Bel[4]